# Galwanometr

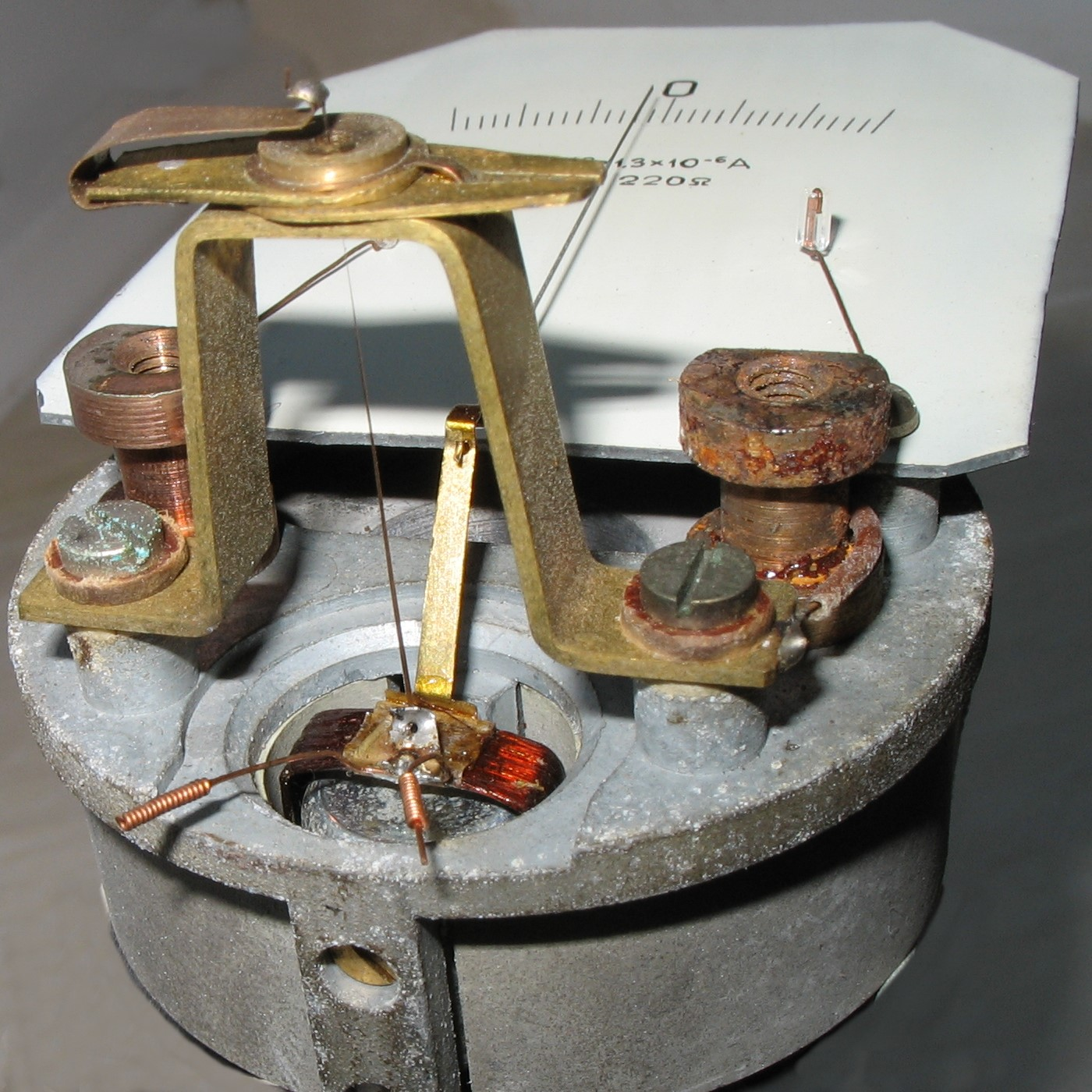
Ustrój pomiarowy klasycznego galwanometru ze stałym magnesem i ruchomą cewką ze wskazówką

Galwanometr – czuły miernik magnetoelektryczny, służący do mierzenia niewielkich wartości natężenia prądu elektrycznego (wykrywa nawet milionowe części ampera); może też służyć do sygnalizacji stanu równowagi mostka elektrycznego.
Rozróżnia się kilka rodzajów galwanometrów, między innymi ze względu na budowę wewnętrzną: ze stałym uzwojeniem i ruchomym magnesem, ze stałym magnesem i ruchomym uzwojeniem, oraz ze względu na sposób wskazywania: galwanometr ze wskazówką, galwanometr zwierciadlany, galwanometr z wbudowanym źródłem światła. Galwanometr stosowany był powszechnie w precyzyjnych przyrządach pomiarowych w XX w., później wyparty został przez elektroniczne metody pomiaru.

## Budowa

Budowa i działanie galwanometru

Prostokątna ramka z cienkiego i izolowanego drutu, zawieszona na nitce pomiędzy magnesami (N i S). Dodatkowo w ramkę jest wsunięty rdzeń, dzięki któremu uzyskuje się niemal radialny rozkład natężenia pola magnetycznego. Na ramkę działają siły pochodzące od pola magnetycznego (moment obrotowy ramki), oraz siła pochodząca od nici podtrzymującej ramkę (moment skręcający pochodzący od stabilności nici). Oba momenty częściowo się równoważą, dlatego też, gdy przez ramkę przepłynie prąd, to ramka wychyli się ze swego położenia równowagi do nowego położenia równowagi. Kąt wychylenia ramki jest proporcjonalny do prądu płynącego przez ramkę. Jeśli do ramki przypniemy wskazówkę lub lekkie zwierciadło, będziemy mogli obserwować wychylenie ramki, a więc i natężenie prądu płynącego przez ramkę galwanometru.  Zwierciadło umieszczone na tarczy przy podziałce (za wskazówką) pozwala wyeliminować błąd paralaksy.